# Bernard Edward Fergusson, Baron Ballantrae
Bernard Edward Fergusson, Baron Ballantrae KT, GCMG, GCVO, DSO, OBE, britanski general, vojaški zgodovinar in politik, * 6. maj 1911, † 28. november 1980.
Med drugo svetovno vojno je postal najbolj znan kot brigadni poveljnik v činditih. Po vojni je bil poveljnik policije v Britanskem mandatu za Palestino.
Med letoma 1962 in 1967 je bil (zadnji britanski) generalni guverner Nove Zelandije; njegov oče Charles Fergusson ter oba stara očeta James Fergusson in David Boyle so zasedali isti položaj.

## Življenje
Fergusson je bil izobražen na Kolidžu Eton in Kraljevi vojaški akademiji Sandhurst. Po diplomiranju na slednji je postal častnik Črne straže. 
Sprva je služil v Britanskem mandatu za Palestino in postal pribočnik Archibalda Wavella. Ob pričetku druge svetovne vojne je leta 1940 postal brigadni major 46. pehotne brigade, nakar pa je postal generalštabni častnikna Bližnjem vzhodu. Oktobra 1943 je postal poveljnik 16. pehotne brigade, ki je postala činditska enota za delovanje med drugo ekspedicijo. Leta 1945 je postal direktor kombiniranih operacij; na tem položaju je ostal do leta 1946. 
Leta 1946 se je vrnil v Palestino in bil dodeljen palestinski policiji in paravojaškim enotam. Sprva je bil poveljnik Policijske mobilne sile, policijske enote 2.000 britanskih vojakov, ki so jih uporabljali proti judovskim vstajnikom. Konec leta 1946 je bila enota razpuščena na ukaz poveljnika palestinske policije polkovnika Williama Grayja. Fergusson je nato postal poveljnik policijske šole, ki bi morala biti ustanovljena v Jeninu, a je bil kmalu zatem dodeljem Grayju kot Posebni asistent pri poveljniku policije. Predlagal je ustanovitel specialne sile, ki bi se borila proti judovskim upornikom. Posledično sta bili ustanovljeni dve taki enoti, sestavljeni iz bivših britanskih vojakov specialnih sil druge svetovne vojne, ena v Haifi in druga v Jeruzalemu. Potem, ko je ena od enot mučila in povzročila smrt mladoletnega Juda in posledičnem procesu, je bil Fergusson razrešen svojega položaja in se je vrnil v Veliko Britanijo.
Iz vojaške službe se je upokojil leta 1958.
Leta 1962 je bil imenovan (kot tretji v družini) na mesto generalnega guvernerja Nove Zelandije, na katerem je ostal do leta 1967.
Za svoje zasluge je bil leta 1972 povzdignjen v dosmrtnega Barona Ballantraeja v okrožju Auchairne in Zalivu otokov.
Med letoma 1973 in do svoje smrti pa je bil tudi kancler Univerze svetega Andreja.
Po temu je opravljal različne naloge; med drugim je bil tudi častni poveljnik slavnega 1. bataljona Črne straže. 

## Družina
22. novembra 1950 se je poročil z Lauro Margaret Grenfell, hčerko podpolkovnika Arthurja Grenfella, s katero je imel enega sina: George Duncan Fergusson (1955-).

## Spominska štipendija
Leta 1982 je maorijska kraljica Te Atairangikaahu ustanovila Spominsko štipendijo Bernarda Fergussona zaradi njegovega prizadevanja za ljudstvo Tainui. Štipendija je tako namenjena pripadnikom plemena za dodiplomski študij na Univerzi Waikato, ki se drugače ne bi mogli privoščiti študija.